# Hospital Bautista de Hong Kong
El Hospital Bautista de Hong Kong (en inglés: Hong Kong Baptist Hospital) es un hospital bautista ubicado en Kowloon, Hong Kong. Está afiliado a la Convención Bautista de Hong Kong.

## Historia
El hospital comenzó como una clínica ambulatoria fundada por la Convención Bautista de Hong Kong en 1956 y evolucionó hasta convertirse en un hospital general en 1963.  En 1983, abrió una escuela de enfermería. En 2020 inauguró el centro médico ambulatorio. En 2021, recibió dos premios Healthcare Asia a la Iniciativa de gestión de Covid del año y al Hospital del año.  En 2023 recibió el premio HMA en la categoría “desarrollo de talentos”. En 2024 anunció un proyecto de ampliación para multiplicar su superficie por 1,65. 
En 2024 contaba con 860 camas. 